# الکساندرا لئونوا
الکساندرا لئونوا (روسی: Александра Александровна Леонова؛ زادهٔ ۴ september ۱۹۶۴ (۶۰ سال)) ورزشکار بسکتبال اهل اتحاد جماهیر شوروی سوسیالیستی است.
وی در مسابقات کشوری و بین‌المللی در مجموع برندهٔ ۱ مدال برنز شده‌است.